# Jovem Pan FM Porto Alegre (1997–2014)
Jovem Pan FM Porto Alegre foi uma estação de rádio FM localizada na cidade de Porto Alegre, RS. Pertencente a Rede Pampa de Comunicação, transmitia integralmente a programação da Jovem Pan FM com sede em São Paulo. Era uma das principais afiliadas da rede. Competia diretamente pela liderança no segmento jovem com a Atlântida FM, pertencente ao Grupo RBS, e outras rádios jovens na região. Operou de 1.º de abril a 31 de julho de 1997, nos 104,1 MHz, e de 1.º de agosto de 1997 a 31 de março de 2014, nos 97,5 MHz.
Foi a segunda rádio mais lembrada no segmento rádio FM no Top of Mind de 2014, mesmo depois de ter saído do ar.

## História
Antes da afiliação com a Rede Pampa de Comunicação, a rede surgiu em Porto Alegre 11 de março de 1995 na frequência 100,5 MHz, em parceria com a Rede Capital de Comunicações de São Paulo, dona da 100,5 FM, (antes Rádio 100.5 FM - O Som da Terra). Em 1997 foi rescindido o contrato de afiliação. A frequência 100,5, após a saída da Jovem Pan 2, deu lugar para a popular Capital FM, que durou poucos meses, quando foi arrendada para a Rede Aleluia da Igreja Universal do Reino de Deus em 1998.
Com isso, a Jovem Pan 2 fechou contrato de afiliação com a Rede Pampa de Comunicação que, a partir de 1.º de abril de 1997, ocupou a frequência 104,1 (por apenas 4 meses) e, em 1.º de agosto de 1997, passou para os 97,5, no lugar da rádio Universal FM (na época, uma de suas concorrentes). A frequência 104,1 é a atual 104 FM.
Índices de audiência constataram que a Jovem Pan 2 estava entre as maiores audiências de Porto Alegre, quase empatando com a rival Atlântida FM, do Grupo RBS, sendo que, desde outubro de 2010, ora liderava na audiência, ora empatava em audiência. Isso fez com que a Rede Pampa fizesse campanhas maciças na rádio e promovendo slogans diferentes da rede: "O Mundo pulsa na Pan", "A experiência do rádio na sua máxima sensação" e "Exerça seu direito de escolha.".
A Jovem Pan FM nos 97,5 ficava 24 horas em rede via satélite, tendo somente espaço para os breaks locais, diferente de quando operava em 100,5, quando tinha programação local, entre 1995 e 1997, com locutores próprios da afiliada. Em 2 de junho de 2013, pela primeira vez desde a sua afiliação com a Jovem Pan 2, a Rede Pampa investe em programação local na Jovem Pan POA com a estreia do "Happy Hour", que acontecia de segunda a sexta, a partir das 18h. O programa contava com Cris Barth, apresentadora do Studio Pampa, da TV Pampa, Kleriton Vargas, Martin TJ, Pedro Fonseca e Adriano Domingues. Eram levadas várias prestações de serviço junto com entretenimento e humor. O programa foi extinto meses depois, por não seguir à risca as diretrizes da rede (tais como não executar músicas, jingles ou intervalos locais, sendo que os dois primeiros não tinham a padronização da rede). Anterior ao programa, a única atração local da emissora era a Unidade Móvel Jovem Pan, comandada nos últimos anos pelo comunicador Murica (atualmente na Rádio Eldorado, também da Rede Pampa).

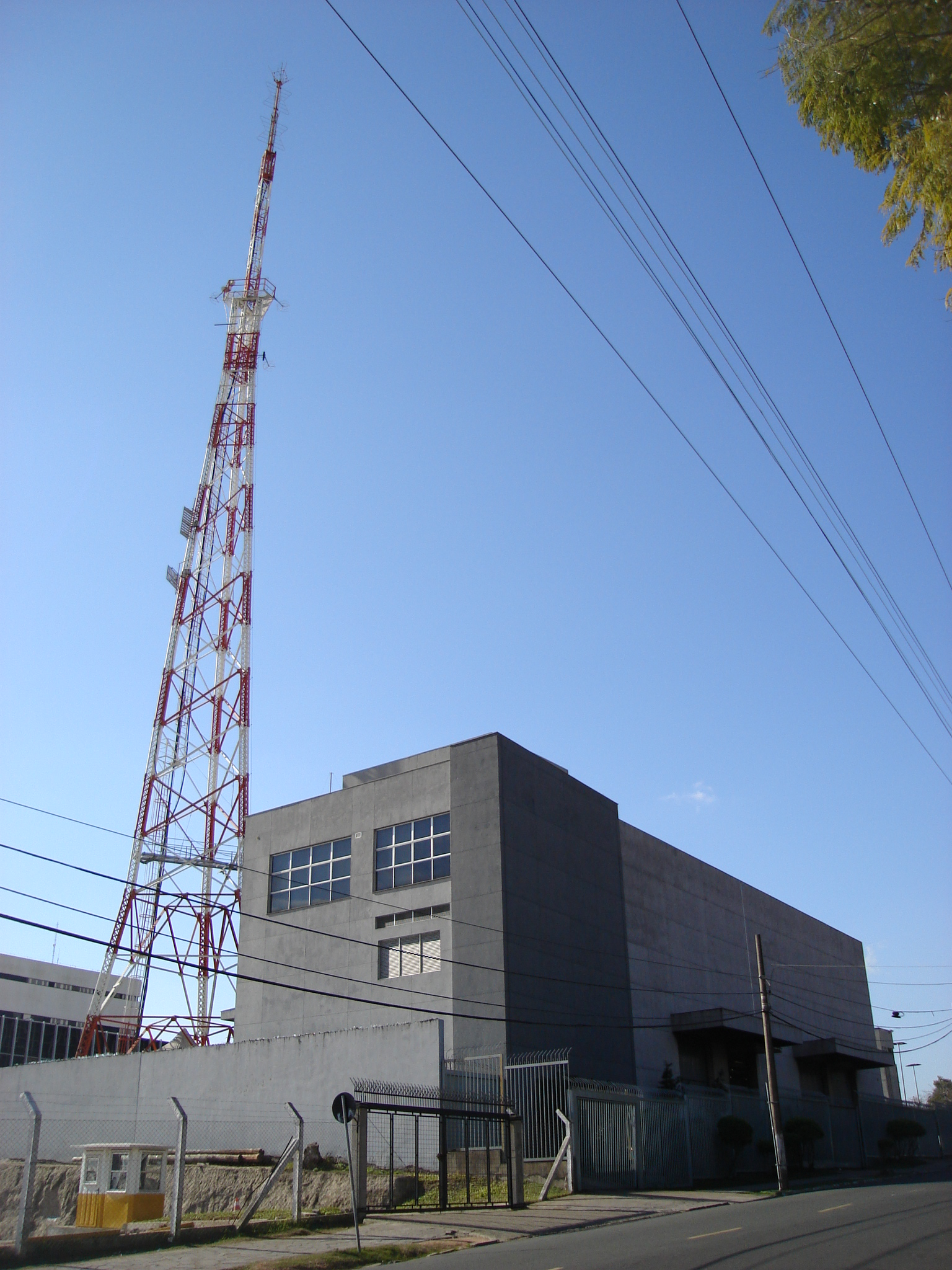
Sede da Rede Pampa de Comunicação, em Porto Alegre

### Fim das transmissões
A Rede Pampa de Comunicação decide descontinuar a transmissão da Jovem Pan FM em Porto Alegre para dar lugar à transmissão da Rádio Pampa em FM, além do AM em que já é transmitida, a exemplo das concorrentes Gaúcha, do Grupo RBS, e Guaíba, do Grupo Record.
A frequência da emissora nos 97,5 MHz passou a ser ocupada pela Rádio Eldorado, que, por sua vez, deixa a frequência 96,7 MHz para a Rádio Pampa, que após um ano sai do FM para dar lugar a Rádio Liberdade, que também saiu para dar lugar a Rádio Caiçara.
O último dia em que a Jovem Pan 2 de Porto Alegre esteve no ar foi 31 de março de 2014.